# Elisa Raus
Elisa Raus (geb. 1990 oder 1991 in Demmin) ist eine deutsche Pressesprecherin und Biersommelière. Sie gewann als erste Frau die Weltmeisterschaft der Biersommeliers im Jahr 2019 in Rimini.

## Beruflicher Werdegang
Raus studierte Medienwissenschaften in Potsdam. Seit 2013 ist sie Pressesprecherin der Störtebeker Braumanufaktur und seit 2016 Biersommelière.

## Weltmeisterschaft
Raus qualifizierte sich als Dritte der Deutschen Meisterschaft der Biersommerliers 2018 für die nächste Weltmeisterschaft der Biersommerliers. Bei dieser setzte sie sich 2019 in Rimini gegen 80 meist männliche Konkurrenten aus 19 Ländern durch. Im K.O.-Finale entschied sie sich für das Westmalle Trappistenbier; die Wahl der Jury erfolgte einstimmig. Die Jury lobte sowohl Raus' Fachwissen als auch ihre emotionale und mitreißende Bierpräsentation.

„Letztlich überzeugte uns Elisa Raus am meisten mit ihrer charmanten Art der Darstellung des Trappistenbieres. Sie hat es verstanden, einerseits sachlich perfekt, aber zudem einen mitreißenden Spannungsbogen in ihrer Präsentation aufzubauen, der alle überzeugt hat.“